# ハイインパクトゲームズ
ハイインパクトゲームズ (High Impact Games) は、アメリカのテレビゲーム開発会社。

## 概要
2003年にインソムニアックゲームズ(Insomniac Games)によって、カリフォルニア州のバーバンクに設立された。
主にインソムニアックゲームズが手がける『ラチェット&クランク』(Ratchet & Clank)シリーズのPSP版作品の開発している。
2009年には、初のラチェット&クランク以外の作品として、インソムニアックゲームズとの親交の深いノーティドッグの作品『ジャック×ダクスター』(Jak and Daxter)シリーズ3年8ヶ月ぶりとなるシリーズ続編『ジャック×ダクスター 〜エルフとイタチの大冒険〜』を開発した。

## 主なゲーム作品
- 2007年　ラチェット&クランク5 激突!ドデカ銀河のミリミリ軍団 (PSP, 原題:Ratchet & Clank: Size Matters)
  - 2008年　ラチェット&クランク5 激突!ドデカ銀河のミリミリ軍団 (PS2, 原題:Ratchet & Clank: Size Matters)[1]
- 2008年　クランク&ラチェット マル秘ミッション☆イグニッション!(PSP、原題:Secret Agent Clank)
- 2009年　ジャック×ダクスター 〜エルフとイタチの大冒険〜 (PSP, PS2[2], 原題:Jak and Daxter: The Lost Frontier)
- 2010年　クラッシュ・バンディクー 最新作を開発するも開発中止に。